# La Uchulú
Etza Alanis Reátegui Wong (Contamana, 2 de enero de 2001) es una celebridad de Internet, celebridad de televisión y comediante peruana, conocida por su personaje y alias La Uchulú. Obtuvo reconocimiento en 2018 por crear contenido en su canal de YouTube y en 2021 por realizar el reto de baile de la canción «No sé» en TikTok, para luego participar en programas de televisión abierta de su país.

## Biografía

### Primeros años
Etza Reátegui nació el 2 de enero de 2001 en el distrito de Contamana, departamento de Loreto, bajo el seno de una familia humilde, siendo la octava de once hermanos. Tras la separación de sus padres, se mudó a Pucallpa.
Reátegui comenzó a trabajar desde pequeña vendiendo abarrotes hasta pescados, siendo sostén de su propia familia, especialmente para su madre y hermanos menores, sin embargo, debido a la depresión que la aquejaba, intentó quitarse la vida.

### Fama en YouTube
A los 17 años, en febrero de 2018, creó al personaje la Uchulú, una mujer de origen selvático que le daría la fama a través de su propio canal de YouTube. Según Reátegui, el nombre de su personaje viene desde su etapa de infancia, al no saber pronunciar su nombre de nacimiento. En ese año participó en el concurso de belleza Miss Beauty Gay, bajo el seudónimo de Alanis Villarreal, en el que quedó en tercer puesto. En 2020 Reátegui consiguió darle el formato final a Uchulú, con su característica peluca pelirroja y su pareja, el Shamuco. Fue entrevistada en el programa En boca de todos de América Televisión, lo que le hizo ganar notoriedad fuera de las redes sociales.
En 2021, durante la pandemia de COVID-19, realizó el challenge en su cuenta de la red social TikTok de la versión del tema musical «No sé» de Melody, interpretado por la agrupación musical de cumbia peruana Explosión de Iquitos, que se hizo viral, para luego, participar como invitada en el videoclip oficial.  En agosto recibió una placa de plata de YouTube por alcanzar los 100.000 seguidores.

### Paso por la televisión
Debido a su popularidad, viajó a Lima e ingresó por primera vez a la televisión, comenzando a ser invitada de varios programas, especialmente en El reventonazo de la chola de América Televisión, programa conducido por Ernesto Pimentel al que posteriormente se uniría con el rol de actriz cómica. En su estadía en el espacio televisivo destacó su parodia de la muñeca de la serie surcoreana El juego del calamar.
En ese mismo año, participó como reemplazo de la actriz cómica María Victoria Santana en Reinas del show y como participante de El artista del año, donde ocupó el tercer lugar tras dos meses de competencia por debajo de sus contrincantes, los cantantes peruanos Josimar Fidel y Pamela Franco. Además, ganó los Premios En boca de todos del programa televisivo homónimo en las categorías «Artista revelación» y «Personaje cómico revelación». Paralelamente, el 5 de mayo lanzó su propio tema musical «Pobre pero pituca» para su canal de YouTube.
En julio de 2022 ganó la corona de Miss Trans Star Pucallpa en representación de la ciudad de Aguaytía, lo que le confirió el pase al concurso nacional Miss Trans Star Perú 2022 como representante del departamento de Ucayali.
En marzo de 2023 denunció haber sido víctima de tocamientos indebidos por un cantante que participaba en El reventonazo de la chola.
En agosto de 2023 participó, junto a Coco Marusix, en el videoclip de «Volar», canción de la banda de rock peruana Bala Perdida. El sencillo es parte del primer disco del grupo Ruge la ciudad. La producción, dirigida por Johana Cabañas y José Carlos Pacheco, es un alegato contra la transfobia de la sociedad peruana. Unos días después, fue víctima de un acto de transfobia en televisión nacional en el programa de telerrealidad La casa de Magaly, cuando el maquillador Carlos Cacho y el presentador Andrés Hurtado, también concursantes del programa, exigieron a Etza que aceptase ser llamada por su deadname y que su nombre es el que figura en su documento nacional de identidad, a pesar de que ella les pidió que le llamen por su nombre elegido y la traten con el pronombre «ella». Debido al polémico episodio, la conductora Magaly Medina pidió disculpas a Etza, mientras que la chola Chabuca le mostró su apoyo. Así mismo, la Defensoría del Pueblo condenó los actos de transfobia y exigió la apertura de una investigación. En enero de 2024, la Sociedad Nacional de Radio y Televisión (SNRTV) sancionó con 5 UIT (cuyo monto es de S/ 25 750) a ATV por «infringir principios de la defensa de la persona humana y el respeto a su dignidad y el de respeto al honor, la buena reputación y la intimidad personal y familiar» debido a los comentarios transfóbicos que Reátegui recibió durante dicho episodio.

## Vida personal
En 2021, Reátegui se declaró como persona homosexual, tras relacionarse con Sam González. Posteriormente en 2022, Etza hizo pública su identidad de género como mujer trans.
En septiembre de 2024 anunció que se sometería a una cirugía de afirmación de género en Tailandia, que fue narrrando a través de sus redes sociales.

## Filmografía

### YouTube
| Título              | Año           | Notas             | Ref.  |
| ------------------- | ------------- | ----------------- | ----- |
| La Uchulú, beshitos | 2018-presente | Protagonista      | [ 2 ] |
| Hablando huevadas   | 2022          | Invitada especial | [ 2 ] |

### Televisión
| Título                     | Año  | Canal              | Notas                                          | Ref.                 |
| -------------------------- | ---- | ------------------ | ---------------------------------------------- | -------------------- |
| El reventonazo de la chola | 2021 | América Televisión | Actriz cómica                                  | [ 39 ] [ 40 ]        |
| El artista del año         | 2021 | América Televisión | Participante                                   | [ 41 ] [ 42 ] [ 43 ] |
| Reinas del show            | 2021 | América Televisión | Reemplazo de participante                      | [ 44 ]               |
| Magaly TV, la firme        | 2023 | ATV                | Participante de la secuencia La casa de Magaly | [ 45 ] [ 28 ]        |

### Videoclips
- «Volar» de Bala Perdida (2023)[24]
- «No sé» de Explosión de Iquitos (2021)

### Sencillos musicales
- «Quiero intento y no puedo» en colaboración con Jordy Hoyos (2024)
- «Pa' chipis como tu» (2023)
- «Mix Desamor» (2023)
- «El juane» en colaboración con Las Chaparritas de la Selva (2023)
- «No te voy a perdonar» (2022)

## Premios y nominaciones
| Premios                  | Año  | Categoría                           | Resultado      | Ref.          |
| ------------------------ | ---- | ----------------------------------- | -------------- | ------------- |
| Miss Beauty Gay          | 2018 | —                                   | Tercer puesto  | [ 9 ]         |
| Premios En Boca de Todos | 2021 | Personaje cómico revelación del año | Ganadora       | [ 17 ] [ 18 ] |
| Premios En Boca de Todos | 2021 | Artista revelación del año          | Ganadora       | [ 17 ] [ 18 ] |
| Miss Trans Star Pucallpa | 2022 | —                                   | Segundo puesto | [ 46 ]        |